# عمران بن شاهين
عمران بن شاهين الخفاجي  كان جابيًا لمعز الدولة البويهي. ثم هرب إلى البطيح، وأنضم إليه عدد من المؤيدين له. وكون بهم جيشًا كما أسس في البطيح إمارة، أرسل معز الدولة ثلاث جيوش متوالية للقضاء عليه فمنيت كلها بالهزيمة فقوي أمره. واستمر يحكم أربعين سنة. وحكمت ذريته إلى سنة 408 هـ/1017 م.

## سيرته
كان ‌عمران ‌بن ‌شاهين من أهل الجامدة وهي قرية من قرى البطائح، وكان يجمع الجبايات وقام بسرقتها، فهرب إلى البطيحة خوفا من الحكّام، وأقام في مستنقعات البطيح يقتات بصيد السمك والطير. التفت حوله عدد من الصيادين واللصوص واتخذ من منطقة البطائح معقل له واسس امارته هناك، وعندما اشتد أمره وخطره ارسل معز الدولة البويهي جيشاً بقيادة ابي جعفر الصيمري لكن عمران تمكن من الهرب، واستفحل خطره من جديد بعد وفاة عماد الدولة واضطراب الاحوال في شيراز، فبعث معز الدولة البويهي جيشاً آخر بقيادة قائده روزبهان لكنه فشل في القضاء عليه كما فشل كذلك وزير المعز أبو محمد الحسن المهلبي مما اضطر معز الدولة إلى عقد الصلح مع عمران وقلده امارة البطائح، لكن سرعان ما نقض الصلح لاستمراره في اثارة الفتن والاضطرابات، وبعد وفاة عمران حاول الأمير البويهي عضد الدولة القضاء على امارته لكنه فشل في ذلك وانتهى الامر إلى عقد الصلح مع الحسن بن عمران، واضطربت الاحوال السياسية في هذه المنطقة لكثرة الفتن بين أبناء عمران.

## إمارة البطيحة أو البطائح
البطَِيحة، بالفتح ثم الكسر وجمعها البطائح، ويطلق اسم البطائح على ذلك المنخفض الذي ينغمر بالماء بشكل منتظم وأطلق هذا الاسم الجغرافيين العرب خلال العصر العباسي على المستنقعات الواقعة في القسم الأسفل من الفرات بين الكوفة وواسط شمالا والبصرة جنوباً.
بعد وفاة عمران بن شاهين أمير البطيحة تولى بعده ابنه الحسن بن عمران واستمر يحكم مدة ثلاثة سنين حتى قتل على يد أخيه أبي الفرج بن عمران، ولم يدم حكمه طويلاً حيث قتل هو الآخر على يد قواد عمران وابنه الحسن وتم تنصيب أبي المعالي بن الحسن بن عمران. وكان أبي المعالي آخر حاكم من اسرة عمران بن شاهين.

## وفاته
توفي ‌عمران ‌بن ‌شاهين في شهر محرّم سنة 369هـ.